# Gimnàstica als Jocs Olímpics d'estiu de 1948
Als Jocs Olímpics d'Estiu de 1948 celebrats a la ciutat de Londres (Regne Unit) es disputaren 9 proves de gimnàstica, vuit en categoria masculina i una en categoria femenina. La competició es disputà entre el 12 i el 14 d'agost de 1948 al Earls Court Exhibition Centre de Londres.

## Resum de medalles

### Categoria masculina
| Prova                              | Or | Argent | Bronze |
| Concurs complet individual Detalls | Veikko Huhtanen | Walter Lehmann | Paavo Aaltonen |
| Concurs complet per equips Detalls | FinlàndiaPaavo Aaltonen · Veikko Huhtanen · Kalevi Laitinen · Olavi Rove · Aleksanteri Saarvala · Sulo Salmi · Heikki Savolainen · Einari Teräsvirta | SuïssaKarl Frei · Christian Kipfer · Walter Lehmann · Robert Lucy · Michael Reusch · Josef Stalder · Emil Studer · Melchior Thalmann | HongriaLászló Baranyai · Jozsef Fekete · Gyözö Mogyorosi · János Mogyorósy Klencs · Ferenc Pataki · Lajos Sántha · Lajos Tóth · Ferenc Várkõi |
| Exercici de terra Detalls          | Ferenc Pataki | János Mogyorósy Klencs | Zdenek Ruzicka |
| Barra fixa Detalls                 | Josef Stalder | Walter Lehmann | Veikko Huhtanen |
| Barres paral·leles Detalls         | Michael Reusch | Veikko Huhtanen | Josef Stalder |
| Barres paral·leles Detalls         | Michael Reusch | Veikko Huhtanen | Christian Kipfer |
| Cavall amb arcs Detalls            | Paavo Aaltonen | No es concedí [A] | No es concedí [A] |
| Cavall amb arcs Detalls            | Veikko Huhtanen | No es concedí [A] | No es concedí [A] |
| Cavall amb arcs Detalls            | Heikki Savolainen | No es concedí [A] | No es concedí [A] |
| Anelles Detalls                    | Karl Frei | Michael Reusch | Zdenek Ruzicka |
| Salt sobre cavall Detalls          | Paavo Aaltonen | Olavi Rove | János Mogyorósy Klencs |
| Salt sobre cavall Detalls          | Paavo Aaltonen | Olavi Rove | Ferenc Pataki |
| Salt sobre cavall Detalls          | Paavo Aaltonen | Olavi Rove | Leo Sotornik |

### Categoria femenina
| Prova                              | Or | Argent | Bronze |
| Concurs complet per equips Detalls | TxecoslovàquiaZdeňka Honsová · Marie Kovářová · Miloslava Misáková · Milena Müllerová · Věra Růžičková · Olga Šilhánová · Božena Srncová · Zdeňka Veřmiřovská | HongriaEdit Weckinger-Perényi · Mária Zalai-Kövi · Irén Karcsis-Daruházi · Erzsébet Gulyás-Köteles · Erzsébet Balázs · Olga Lemhényi-Tass · Anna Fehér · Margit Nagy-Sandor | Estats UnitsLadislava Bakanic · Marian Barone · Consetta Caruccio-Lenz · Dorothy Dalton · Meta Elste-Neumann · Helen Schifano · Clara Schroth-Lomady · Anita Simonis |

## Medaller
| Posició | País           | Or | Argent | Bronze | Total |
| 1       | Finlàndia      | 6  | 2      | 2      | 10    |
| 2       | Suïssa         | 3  | 4      | 2      | 9     |
| 3       | Hongria        | 1  | 2      | 3      | 6     |
| 4       | Txecoslovàquia | 1  | 0      | 3      | 4     |
| 5       | Estats Units   | 0  | 0      | 1      | 1     |